# Fiat 20-30 HP
Fiat 20-30 HP — легковой автомобиль, выпускавшийся компанией Fiat с 1908 по 1910 год. 
На автомобиль устанавливался 4-цилиндровый двигатель, объемом 4939 куб.см, мощностью 35 л. с. при 1400 об / мин. Максимальная скорость составляла от 70 до 75 км/ч.
Коробка передач была четырёхскоростной, тормоза устанавливались на ведущий вал. На задние колеса устанавливался стояночный тормоз. Система освещения автомобиля работала от магнето.